# Carantoña (Lousame)
Carantoña es una aldea española del municipio de Lousame, La Coruña, Galicia. Pertenece a la parroquia de Tállara. En 2020 tenía una población de 69 habitantes (29 hombres y 40 mujeres).
Está situada en el suroeste del municipio a 103 metros de altura y 5,2 kilómetros de la capital municipal. Por Carantoña pasa la carretera AC-1104 que conecta Noya con Ponte Beluso, en Boiro. Las localidades más cercanas son Sanguiñal, Pousada y Abeixón.

## Topónimo
Los topónimos gallegos que comienzan por Car-, como Carantoña, Carnota o Cariño suelen ser de origen Celta y en este caso parece hacer referencia a un terreno rocoso o arenoso, una elevación o una cima.
Dentro de la propia aldea podemos encontrar muchos otros topónimos como A Fonte do Mato, A Fonte de Atras, As agriñas, O terciño, A Viña Vella, A Lavandeira, O Agro Aguado, O Muíño da Estivada, O Curral, O Souto Vello, Bouzas, As Brañas de Atrás, O Fial, O Cancelo, A Eira de Abaixo, A Eira de Arriba, O Muíño da Cortiña entre otros. 

## Demografía
En 2020, tenía una población de 69 habitantes (29 hombres y 40 mujeres), lo que supone un 7,52 % de la población de la parroquia y un 2,11 % del total municipal. En ese año, era la decimocuarta localidad más poblada del municipio, y la cuarta de la parroquia.
| Gráfica de evolución demográfica de Carantoña entre 1991 y 2021 |
|                                                                 |
| Población de derecho según el padrón municipal del INE          |

## Urbanismo
Está conformada por 28 viviendas unifamiliares, sin tener en cuenta otras construcciones de carácter complementario o secundario. Tiene una extensión de 145.035 m² (metros cuadrados). Según el INE consta de un núcleo de población sin diseminado. 

## Galería de imágenes

Imágenes de Carantoña
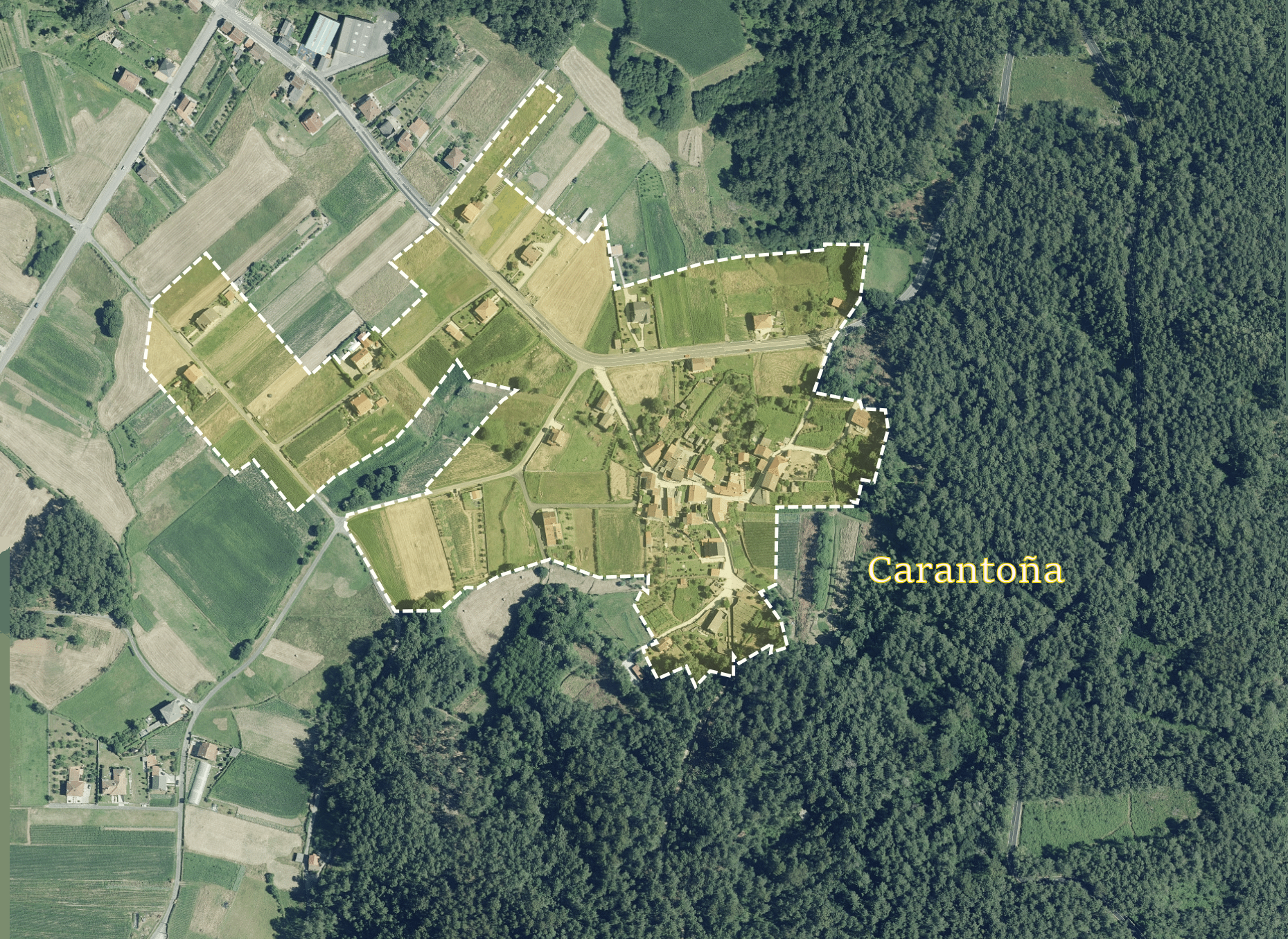
Imagen por Satélite de Carantoña en el año 2020 con sus límites
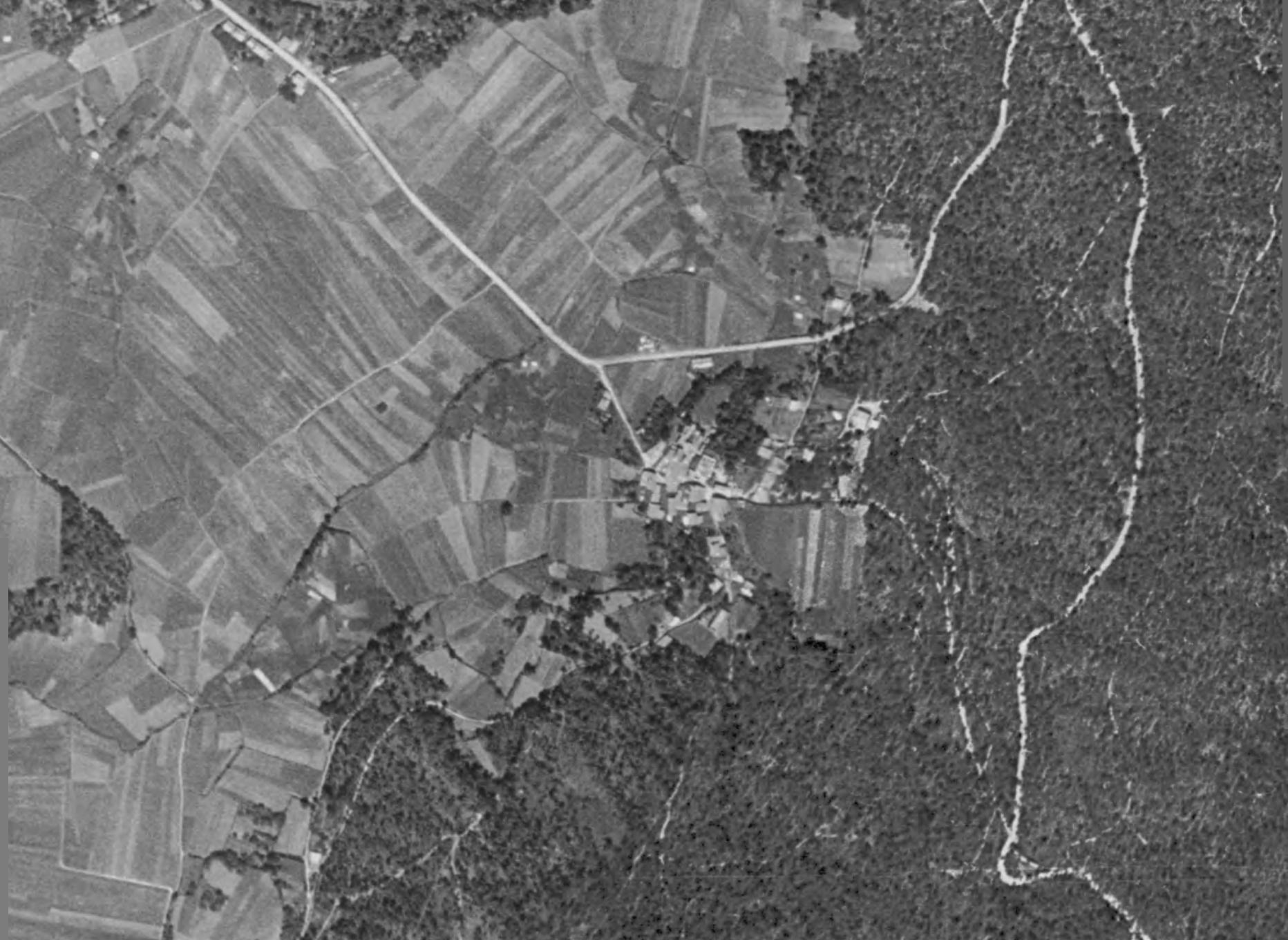
Imagen de Carantoña tomada por un vuelo americano en el año 1955
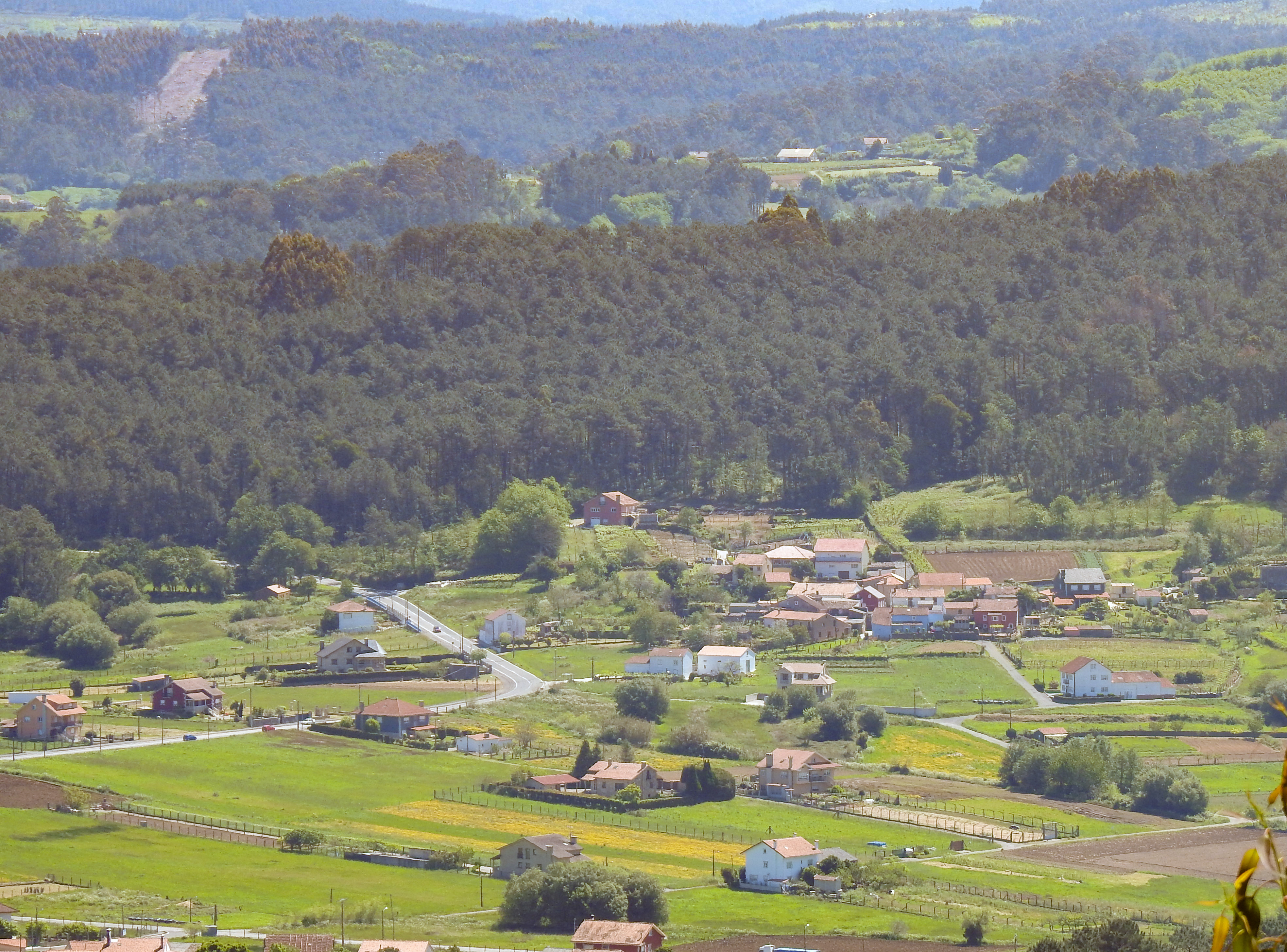
Vista general de Carantoña
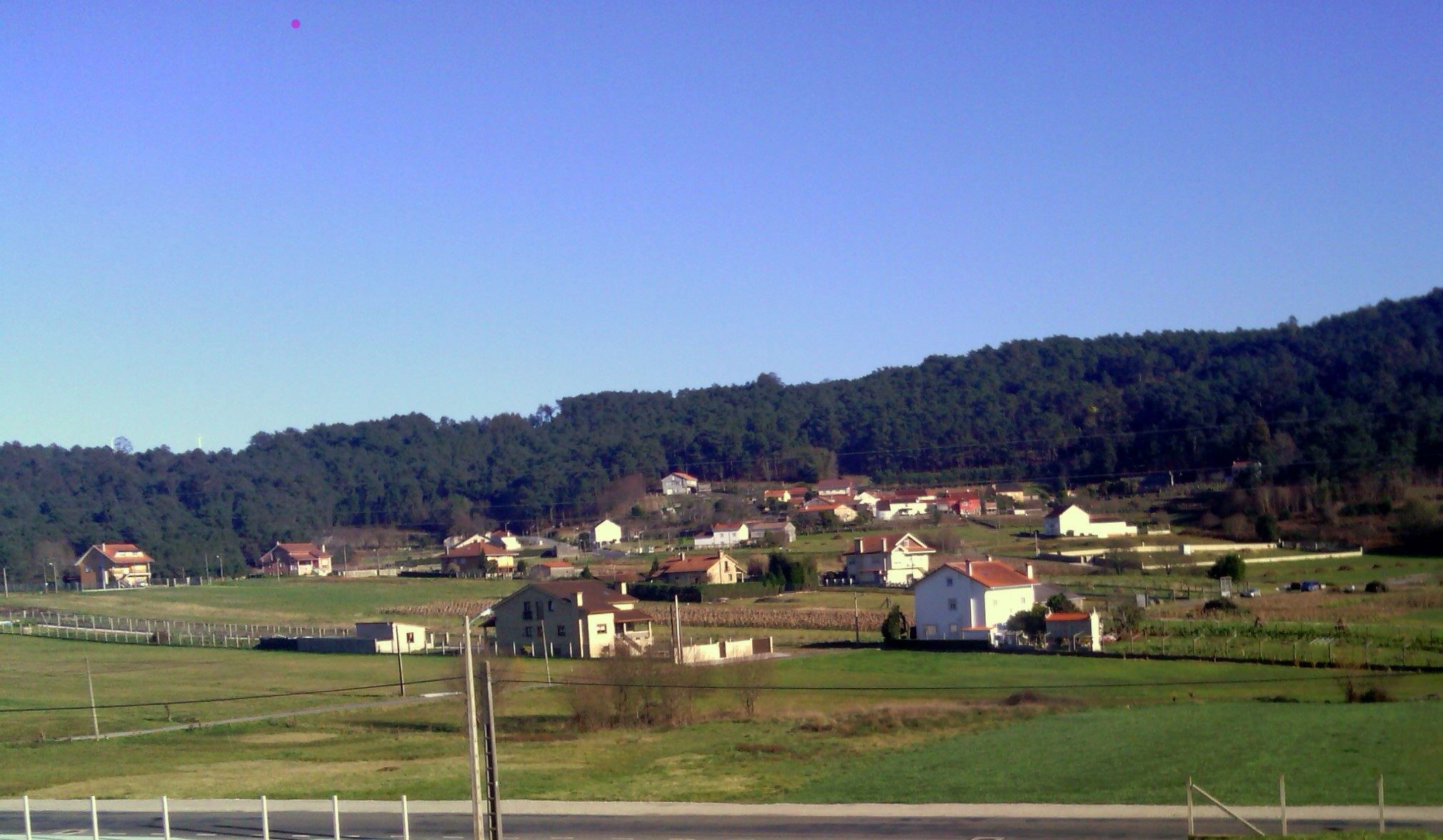
Carantoña en el año 2012